# Schwalmis
Schwalmis är en bergstopp i Schweiz.   Den ligger i distriktet Nidwalden och kantonen Nidwalden, i den centrala delen av landet, 80 km öster om huvudstaden Bern. Toppen på Schwalmis är 2 246 meter över havet, eller 135 meter över den omgivande terrängen. Bredden vid basen är 1,00 km.
Terrängen runt Schwalmis är huvudsakligen mycket bergig. Runt Schwalmis är det ganska glesbefolkat, med 47 invånare per kvadratkilometer.. Närmaste större samhälle är Schwyz, 16,6 km nordost om Schwalmis. 
I omgivningarna runt Schwalmis växer i huvudsak blandskog.